# Infinitezimální počet
Infinitezimální počet neboli kalkul(us) je obor matematiky, blízký matematické analýze, jehož hlavními částmi jsou diferenciální a integrální počet s důležitými pojmy derivace a integrálu, které propojuje tzv. základní věta integrálního počtu.
Označení historicky vychází z pojmu infinitezimální hodnoty.